# Турн-и-Таксис, Максимилиан Мария
Максимилиан Мария Карл Йозеф Габриэль Ламораль Турн-и-Таксис (нем. Maximilian Maria Karl Joseph Gabriel Lamoral von Thurn und Taxis; 24 июня 1862, Дишинген, Штутгарт — 2 июня 1885, Регенсбург, Бавария) — 7-й князь Турн-и-Таксис, сын принца Максимилиана Антона Турн-и-Таксис и Елены Баварской.

## Биография
Максимилиан был первым сыном и третьим ребёнком в семье. По матери приходился племянником австрийской императрице Сисси. Мальчик имел старших сестер Луизу и Елизавету, а затем появился младший брат Альберт. Отец умер, когда Максимилиану было пять лет. А в 1871 году, когда ему исполнилось девять, ушел из жизни и дед Максимилиан Карл, передав ему титул имперского князя. Поскольку Максимилиан был несовершеннолетним для государственных дел, фактически главой дома Турн-и-Таксис стала его мать Елена.
Образованием принца занимался барон Карл фон Гейр-Шлеппенбург. Максимилиан не посещал государственных гимназий, а находился на домашнем обучении. Начиная с 1880 года учился в Боннском, Страсбургском и Гёттингенском университетах, где изучал философию, право и экономику.
Интересовался не только охотой и верховой ездой, но и развитием науки и искусства. Своим библиотекарям отдал приказ написать научно обоснованную историю династии Турн-и-Таксис.

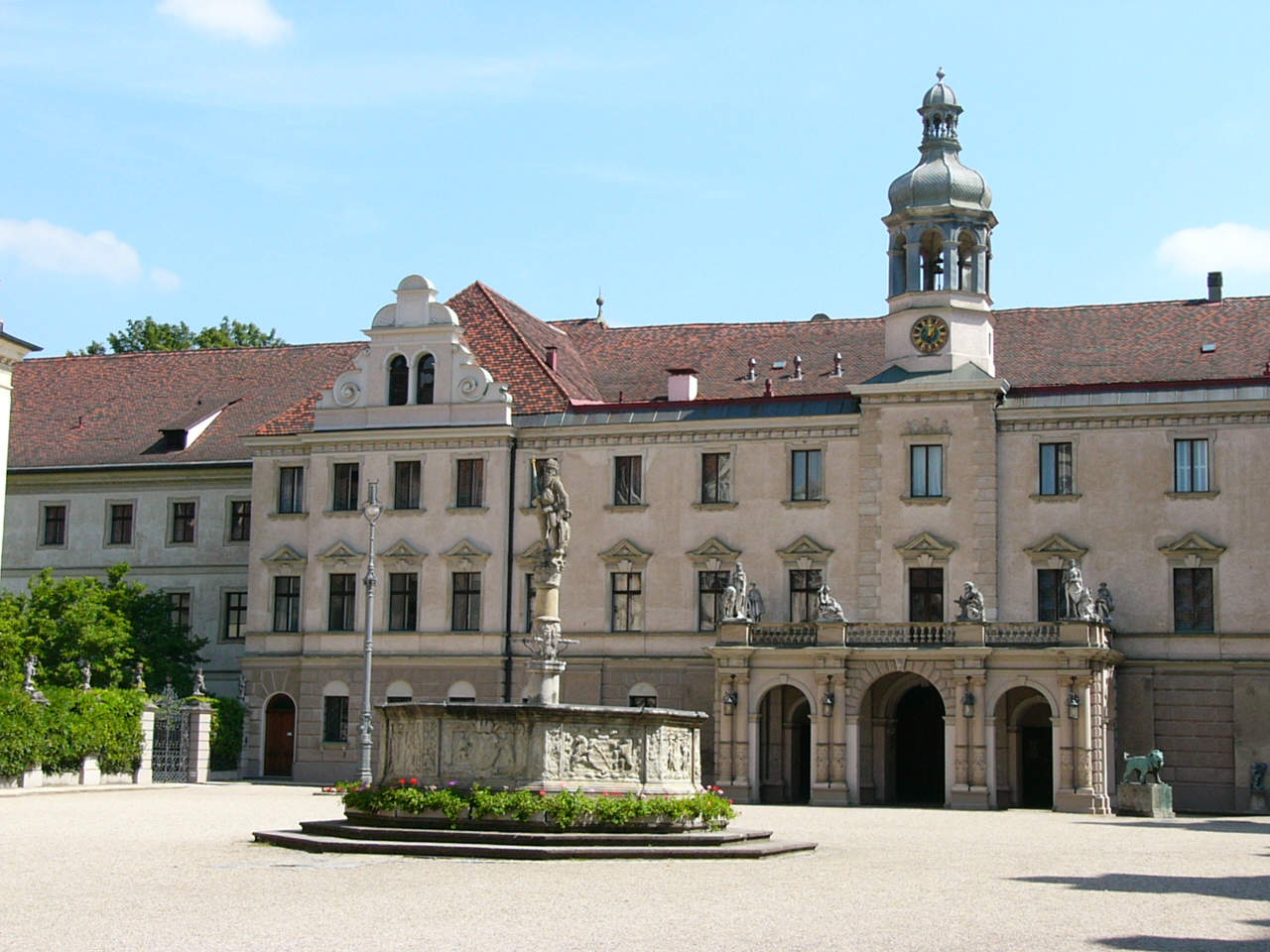
Замок святого Эммерама.

В 1883 году по случаю достижения совершеннолетия и официального вступления на государственную службу Максимилиан сделал щедрые пожертвования для бедных слоёв населения города Регенсбурга и его окрестностей, а также возобновил строительство часовни аббатства святого Эммерама. Замысел по расширению замка святого Эммерама он имел с 1882 года, когда решил снести часть монастыря и восстановить правое крыло в духе неоренессанса. Главным архитектором был назначен Макс Шульце.
Принц тяжело заболел в 1885 году, после визита к дяде, австрийскому императору Францу Иосифу, с которым они охотились на тетеревов. С детства, перенеся скарлатину, страдал сильными спазмами сердца. Умер 2 июня в возрасте 22 лет. Похоронен в склепе часовни замка святого Эммерама.
Следующим князем Турн-и-Таксис стал его младший брат Альберт. При нём и была закончена перестройка замка.